# المهذب (كتاب)
المهذب كتاب في الفقه مؤلفه: أبو إسحاق الشيرازي، من أهم شروحه المجموع شرح المهذب للنووي.
قال أبو إسحاق الشيرازي عن كتابه «هذا كتاب مهذب، أذكر فيه إن شاء الله أصول مذهب الشافعي رحمه الله بأدلتها، وما تفرع على أصوله من المسائل المشكلة بعللها»
التزم مؤلفه أن يعود إلى كتب الإمام الشافعي، ليبني منها أصول مذهبه الفقهيّ بأدلتها، وبين ما يتفرع على هذه الأصول من المسائل المشكلة بعللها.
كتب كتابه في آخر عمره، إذ يقول عنه في مقدمته: "وهو على التحقيق نتيجةُ عمري، وثمرةُ فكري في دهري قال: «بدأت في تصنيف المهذب سنة خمس وخمسين وأربعمائة، وفرغت يوم الأحد آخر رجب سنة تسع وستين وأربعمائة».

## مؤلفه
إمام الشافعية والمدرس في المدرسة النظامية ببغداد

## عن الكتاب
كان عليه المعول في المذهب حتى القرن السادس الهجري، والتف حوله العلماء، وحفظوه غيباً، وكانوا يتبارون في فهمه، وعكف عليه المحققون بالدراسة والتدريس، وفي الشروح والحواشي، وفي التعقيبات والتذييل، وفي التصحيح والتوضيح، وفي بيان لغاته ومشكلاته وغوامضه، وفي تخريج أحاديثه وآثاره.

## كتب
يعتبر كتاب "المهذب" من أهم المختصرات، في الفروع، وهو امتداد لكتب الفقه الشافعي، ومن أهمها: كتاب الأم ثم مختصر المزني، الذي تفرع عنه الحاوي الكبير للماوردي، ونهاية المطلب للجويني، وتفرع من نهاية المطلب كتب أبي حامد الغزالي، التي تفرعت منها كتب الرافعي، ثم النووي الذي قام بشرح المهذب في كتابه المجموع، وقال:

«واشتهر منها لتدريس المدرسين، وبحث المشتغلين: «المهذب والوسيط»، وهما كتابان عظيمان صنفهما إمامان جليلان: أبو إسحاق إبراهيم بن علي بن يوسف الشيرازي، وأبو حامد محمد بن محمد الغزالي رضي الله عنهما، وتقبل ذلك، وسائر أعمالهما منهما».

## شروح الكتاب
- المجموع للنووي
- فوائد على المهذب لتلميذ الشيرازي أبي علي حسن بن إبراهيم الفارقي
- أحكام المذهب مما خرجه صاحب المهذب لموفق الدين صالح بن أبي بكر المقدسي
- الاستقصاء لمذاهب العلماء والفقهاء لضياء الدين الماراني

قام بشرح غريب المهذب وألفاظه علماء كثيرون، منهم ابن بطال اليمني وعبد الكريم الجيلي، ومحمد بن علي بن أبي علي الشافعي، وخرج أحاديثه كثيرون.
يقول الدكتور محمد الزحيلي أنه لم يطبع من هذه الكتب إلا كتابان: كتاب المجموع شرح المهذب للإمام النووي، وكتاب النظم المستعذب في شرح غريب المهذّب لابن بطال الرُّكبي.